# Atractocoma nivosa
Atractocoma nivosa är en tvåvingeart som beskrevs av Artigas 1970. Atractocoma nivosa ingår i släktet Atractocoma och familjen rovflugor. Inga underarter finns listade i Catalogue of Life.